# Banderaló
Banderaló is een plaats in het Argentijnse bestuurlijke gebied General Villegas in de provincie Buenos Aires. De plaats telt 1.315 inwoners.